# کولیو گانو
کولیو گانو (به بلغاری: Kolyu Ganev) یک منطقهٔ مسکونی در بلغارستان است که در تریاونا واقع شده‌است.